# Kurt Gattinger
Kurt Gattinger (1. September 1914 in Innsbruck; 13. Jänner 2007) war ein österreichischer SS-Offizier, Jurist und Politiker der Österreichischen Volkspartei (ÖVP).

## Leben
Kurt Gattinger maturierte 1932 in Innsbruck an der Realschule.
Er trat zum 1. Juni 1932 der SS bei (SS-Nummer 43.742) und wurde Mitglied der von Sepp Dietrich 1933 gegründeten Leibstandarte SS Adolf Hitler. Zum 20. April 1936 wurde er zum SS-Untersturmführer befördert.
Am Überfall auf Polen nahm er als Mitglied der SS-Regiments „Deutschland“ teil. 1940 war Gattinger bei einem SS-Artillerieregiment im Westfeldzug in der Normandie eingesetzt. Im Deutsch-Sowjetischen Krieg war er Chef einer Artilleriebatterie der 5. SS-Panzer-Division „Wiking“. 1940 erhielt er als Oberleutnant das Eiserne Kreuz,
1942 als SS-Hauptsturmführer für die Kämpfe im Elbrusgebiet das Deutsche Kreuz in Gold. Zum 20. April 1943 erreichte er als SS-Sturmbannführer seinen höchsten Rang in der SS.
Nach dem Krieg studierte Gattinger Rechtswissenschaft und promovierte 1948 an der Universität Innsbruck; eine Dissertation war zu jener Zeit für das rechtswissenschaftliche Doktorat in Österreich nicht vorgesehen.

### Politische Karriere
Im Jahr 1948 trat er der ÖVP Tirol bei und wurde im Landesparteisekretariat angestellt.
Ab Mai 1949 war er als Rechtsreferent und Sachbearbeiter für Wahlen in der Landesparteileitung tätig.
Zu seinen Aufgaben gehörte eine Amnestie-Aktion für ehemalige Nationalsozialisten. Er leitete eine Begnadigungsaktion ein, bemühte sich um Absetzungen von Verhandlungen am Landesgericht und konnte zur „positiven Erledigung“ von rund 600 Amnestiefällen beitragen.
Seine frühere SS-Zugehörigkeit war seiner Beliebtheit nicht abträglich, auch wenn diese parteiintern nicht unumstritten war.
1953 wurde Gattinger Sekretär der Tiroler Volkspartei. Er hatte sich inzwischen einen Namen als Ansprechpartner für „Nationale“ durch die Erfolge bei den Begnadigungsaktionen für ehemalige Nationalsozialisten und durch Einbürgerungsverfahren für Südtiroler Heimatvertriebene gemacht. Gattinger wurde in organisatorischer Hinsicht einer der führenden Köpfe der Tiroler Volkspartei. Er straffte die Strukturen der Landes- und Bezirksparteisekretariate, richtete neue Referate ein und schuf die der Partei nahestehenden Organisationen „Wohnungseigentum“ (WE) und „Die Brücke“.
Im August 1953 wurde auf Wunsch des Finanzausschusses der ÖVP ein „Institut zur Förderung der sozialen Marktwirtschaft und zur Erforschung der öffentlichen Meinung“ gegründet, dessen Geschäftsführer Gattinger wurde. Das Institut sollte die öffentliche Meinung beeinflussen und „Marktforschung im Dienste der Wirtschaft“ betreiben. Zudem sei „… für die Bezahlung von Wahlspenden und Subventionen neben der Vereinigung österreichischer Industrieller und dem Verband selbständig Wirtschaftstreibenden ein neutrales Konto zu errichten, das den Spendern die Einzahlung größerer Geldbeträge, unter Umständen sogar steuerabzugfähig, ermöglicht“, hieß es in einem Schreiben Gattingers an die Wirtschaftskammer. Das Institut, das in der Folge unter der Bezeichnung „Die Brücke. Institut für soziale Marktwirtschaft“ firmierte, entwickelte eine umfangreiche Propagandatätigkeit und schaltete Großanzeigen in Zeitungen über das gesamte Bundesgebiet.
Am 12. März 1961 kam es in Brixlegg zu einem ersten Skandal. Gattinger wurde bei einer monarchistischen Versammlung beschuldigt, dass er im Zuge des Baues des Parteihauses am Südtiroler Platz in Innsbruck von Parteigeldern Provisionen kassiere. Tatsächlich erhielt Gattinger diese Provisionen mit Einverständnis des Parteiobmannes Aloys Oberhammer als Gehaltsbestandteil. Im Raum stand nicht der Vorwurf einer ungesetzlichen, sondern einer unmoralischen Handlung. Die Partei schwieg und deckte den Vorgang in einem Parteivorstandsbeschluss. Der Fall Gattinger wurde von der Wiener Zeitung Die Presse und von dem Boulevardblatt Express aufgegriffen. Ende des Jahres 1962 nahm Gattinger seinen Abschied vom Amt des Landesparteisekretärs.
Im Februar 1967 wurden die Geschäftsräume der gemeinnützigen Wohnbaugesellschaft WE polizeilich durchsucht. Gattinger wurde als Geschäftsführer der Gesellschaft der Untreue verdächtigt und im April 1969 deswegen verurteilt. Eine persönliche Bereicherung wurde ihm nicht vorgeworfen. Er erhielt eine einjährige schwere Kerkerstrafe, die ihm nach der Strafrechtsreform erlassen wurde. Die Strafsache gegen Gattinger führten zu einer Parlamentarischen Anfrage. Sein Doktortitel wurde ihm nach der Verurteilung aberkannt, doch kurz darauf wieder verliehen.
1980 wurde Gattinger als Direktor der gemeinnützigen Wohnbaugesellschaft „Wohnungseigentum“ mit dem Verdienstkreuz der Stadt Innsbruck ausgezeichnet.

## Schriften
- Der Weg zum eigenen Heim: Wohnungseigentum und Eigenheim durch Wohnbauförderung 1954, Tyrolia, Verlag des Tiroler Vereines der Freunde des Wohnungseigentums, Innsbruck 1955
- Wohnungseigentum in Tirol, in: Rudolf Danzinger: 5 Jahre Wohnungseigentum in Österreich, Verein der Freunde des Wohnungseigentums, Wien 1955, S. 150 ff.
- Die Tiroler Volkspartei, politikwiss. Diplom-Arbeit, Univ. Innsbruck, 1994